# 臺灣期貨交易所
臺灣期貨交易所（英語：Taiwan Futures Exchange，縮寫：TAIFEX）係根據中華民國《期貨交易法》於1997年成立的公司制期貨交易所，於1998年7月開始交易。主要提供期貨及台灣主要股指選擇權、國債期貨、股票選擇權及30天CP利率期貨。